# Kateřina Zábrodská
Kateřina Zábrodská (* 1979) je česká psycholožka, která se věnuje psychologii pracovního zdraví, zkoumá fenomény, jako je pracovní spokojenost, stres, syndrom vyhoření a také mobbing a destruktivní pracovní vztahy. Její vědecký zájem se soustředí také na metodologii výzkumu a na studia vysokého školství. Zkoumá také zdroje pro posílení odolnosti na úrovni jedince, týmu a organizace. Působí na Psychologickém ústavu AV ČR, na Filozofické fakultě UK a v Institutu SYRI.

## Profesní život
Doktorský titul (Ph.D.) v oboru Sociální psychologie získala v roce 2009 na Fakultě sociálních studií, MUNI. Její disertace Mezi reprodukcí a změnou: genderová identita z perspektivy poststrukturální diskurzivní analýzy získala Cenu rektora za vynikající disertační práci.
V roce 2014 dostala na Akademii věd Prémii Otto Wichterleho pro vynikající mladé pracovníky. Mezi roky 2014 a 2015 absolvovala sedm měsíců na University of North Carolina, Chapel Hill, USA na Fulbright-Masarykovu stipendiu pro vědce a přednášející. V letech 2017 – 2018 působila v rámci projektu Šikana ve školách: Kdy se vrstevníci zastávají svých šikanovaných spolužáků? na University of Applied Sciences Upper Austria, Linz. Od roku 2009 pracuje na Psychologickém ústavu AV ČR, od roku 2018 přednáší na Filozofické fakultě UK, dříve vyučovala na Fakultě sociálních studií MUNI a na Filozofické fakultě Západočeské univerzity v Plzni.
Na Psychologickém ústavu AV ČR vede od roku 2014 tým Organizational Studies in Higher Education (OSHE),  je členkou Akademického sněmu AV ČR a členkou Rady PSÚ AV ČR. V letech 2020-2023 zastávala funkci vedoucí Oddělení psychologické metodologie. K 1. lednu 2023 byla jmenována docentkou v oboru sociální psychologie.

## Vybrané publikace

### Články v impaktovaných časopisech
- Machovcová, K., Kováts, G., Mudrák, J., Cidlinská, K., & Zábrodská, K. (2023). (Dis)continuities in academic middle management career trajectories: A longitudinal qualitative study. Journal of Higher Education Policy and Management, 46(2), 200–217.
- Machovcova, K., Mudrak, J., Cidlinska, K., & Zabrodska, K. (2023). Early career researchers as active followers: perceived demands of supervisory interventions in academic workplaces. Higher Education Research & Development, 42(1), 171-185.
- Cidlinska, K., Nyklova, B., Machovcova, K., Mudrak, J., & Zabrodska, K. (2023). “Why I don’t want to be an academic anymore?” When academic identity contributes to academic career attrition. Higher Education, 85(1), 141-156.
- Mudrák, J., Zábrodská, K., Machovcová, K., Cidlinská, K., & Takács, L. (2022). Competing values at public universities: Organisational cultures and job demands‐resources in academic departments. Higher Education Quarterly, 76(1), 153-173.
- Mudrák, J., Zábrodská, K., & Machovcová, K. (2020). A self-determined profession? Perceived work conditions and the satisfaction paradox among Czech Academic Faculty. Czech Sociological Review, 56(3), 387-418.
- Zábrodská, K., Mudrák, J., Šolcová, I., Květon, P., Blatný, M., & Machovcová, K. (2018). Burnout among university faculty: The central role of work–family conflict. Educational Psychology, 38(6), 800-819.
- Mudrák, J., Zábrodská, K., Květon, P., Jelínek, M., Blatný, M., Šolcová, I., & Machovcová,K. (2018). Occupational well-being among university faculty: A Job Demands-Resources model. Research in Higher Education, 59(3), 325-348.

### Monografie a knižní kapitoly
- Zábrodská, K. (2023). Prevence šikany na pracovišti. Průvodce pro vysoké školy. Dostupné online
- Pauknerová, D., Zábrodská, K. & Walton, M. (2023). Are organisations inherently toxic? An exploration of CEO toxicity, workplace bullying and destructive workplace cultures. In A. Kinder, R. Hudges & C. Cooper (Eds.), Occupational health and wellbeing: Current issues in Work & Organisational Psychology (pp. 21-37). London: Routledge.
- Zábrodská, K., Mudrák, J., Květon, P., Machovcová, K., Blatný, M., & Šolcová, I. (2017). Satisfied but not equal: Working conditions of women and men faculty in Czech universities. In M. Vohlídalová, & M. Linková (Eds.), Gender and neoliberalism in Czech academia. Praha: SLON.
- Janošová, P., Kollerová, L., Zábrodská, K., Kressa, J., Dědová, M. (2016). Psychologie školní šikany. Praha: Grada. ISBN 978-80-247-2992-3
- Zabrodska, K. & Kveton, P. (2015). The Czech Republic: Workplace abuse in a post-transitional country. In: M. Omari & M. Paul (Eds.), Workplace     abuse, incivility and bullying: Methodological and cultural perspectives (pp. 124-142). London: Routledge. Davies, B., Gannon, S., Ellwood, C., Camden-Pratt, C., Zábrodská, K., & Bansel, P. (2009). Pedagogical encounters. New York: Peter Lang. ISBN 1-4331-0817-8.
- Zábrodská, K. (2009). Variace na gender: poststrukturalismus, diskurzivní analýza a genderová identita. Praha: Academia. 200 s. ISBN 978-80-200-1752-9.